# Neohelota sonani
Neohelota sonani is een keversoort uit de familie Helotidae. De wetenschappelijke naam van de soort is voor het eerst geldig gepubliceerd in 1929 door Ohta.